# Dioscòrides Pigós
Dioscòrides Pigós (en llatí Dioscorides Phacas, en grec Διοσκορίδης Φακᾶς) va ser un metge grec seguidor d'Heròfil de Calcedònia (Herophilus) que va viure al segle i aC segons Suides, que no obstant el confon amb Dioscòrides Pedaci d'Anazarbe.
Va viure a la cort de Cleòpatra a l'època de Marc Antoni (40 aC-31 aC) i era anomenat Φακᾶς (pigós o pigat) per les pigues que tenia a la cara. Probablement és el Dioscòrides mencionat per Galè i per Paule Egineta, que diuen que va néixer a Alexandria. Va escriure diversos llibres de medicina que no es conserven.